# Provincia de Kapisa
Kapisa (en persa: کاپيسا), es una de las 34 provincias de Afganistán situada en el este del país. Su capital es Mahmud-i-Raqi, siendo otros distritos Kohistan, Nigrab y Tagab. La población de Kapisa está calculada entre los 262,000 y 270,000 habitantes, aunque nunca ha habido una cifra oficial. La superficie de la provincia es de 1,871 km². 
Alguna vez existió en la demarcación una gran compañía textil, que fue destruida durante la invasión soviética de Afganistán. Recientemente fue establecida la Universidad Albiruny, con temarios de ingeniería, medicina, leyes y literatura.

## Distritos
- Alasay
- Koh Band
- Kohistan
- Mahmud Raqi
- Nijrab
- Tagab

## Historia

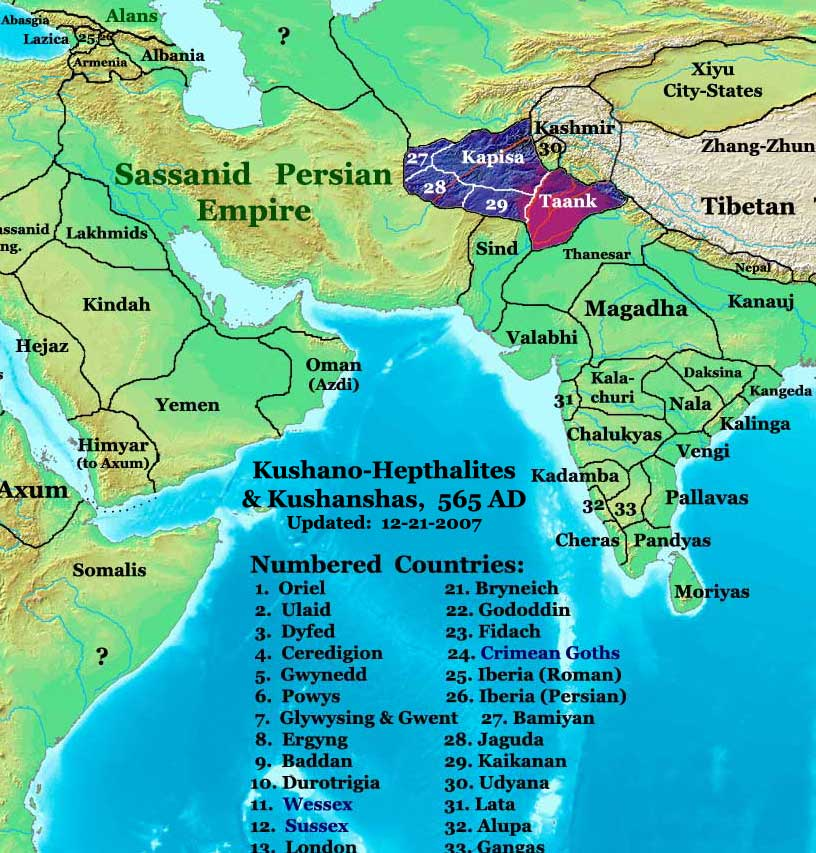
Asia en 565 DC, con los reinos de Shahi y sus vecinos.

Las más antiguas referencias a Kapisa aparecen en el siglo V A.C. y son del estudioso indio Pāṇini. Pāṇini escribe sobre la ciudad de Kapiśi, del reino de Kapisa. Pāṇini también habla de Kapiśayana, un vino famoso de la región. La ciudad de Kapiśi también apareció como Kaviśiye en monedas grego-indias de Apolodoto I y de Eucrátides I.